# Сакатепекес
Сакатепе́кес (исп. Sacatepéquez) — один из 22 департаментов Гватемалы. Административный центр — город Антигуа-Гуатемала. Сакатепекес на местном диалекте майя означает «холм, покрытый травой».

## История
Название департамента происходит от города Сакатепекес, существовавшего с 21 ноября 1542 по 29 июля 1773, когда он был разрушен землетрясением.

## Муниципалитеты
В административном отношении департамент подразделяется на 16 муниципалитетов:
- Алотенанго
- Антигуа-Гватемала
- Сьюдад-Вьеха
- Хокотенанго
- Магдалена-Мильпас-Альтас
- Пасторес
- Сан-Антонио-Агуас-Кальентес
- Сан-Бартоломе-Мильпас-Альтас
- Сан-Лукас-Сакатепекес
- Сан-Мигель-Дуэньяс
- Сантьяго-Сакатепекес
- Санта-Катарина-Бараона
- Санта-Лусия-Мильпас-Альтас
- Санта-Мария-де-Хесус
- Санто-Доминго-Ксенакох
- Сумпанго